# منطقه اقتصادی غرب سیبری

West Siberian economic region on the map of Russia

منطقه اقتصادی غرب سیبری (روسی: За́падно-Сиби́рский экономи́ческий райо́н) یکی از دوازده منطقه اقتصادی روسیه است.